# سوسک قنطورس
سوسک قنطورس (نام علمی: Augosoma centaurus) نام یک گونه از زیرراسته سوسک‌های همه‌چیزخوار است.